# Arabesque (film)
Arabesque è un film del 1966 diretto da Stanley Donen, con protagonisti Gregory Peck e Sophia Loren, tratto dal romanzo Operazione sfinge (The Cipher, 1961) di Gordon Cotler, scritto sotto lo pseudonimo di Alex Gordon.

## Trama
Il primo ministro di una repubblica orientale chiede al prof. David Pollock, specialista di geroglifici, di avvicinarsi al suo avversario, Nejim Besharaavi, un magnate del petrolio, per poter decifrare un messaggio segreto.
David Pollock viene preso in ostaggio, ma riesce ad evadere grazie all'aiuto di Yasmin, l'amante di Beshraavi, la quale decide di allearsi con David per impedire che il primo ministro venga ucciso.

## Promozione
Per la locandina fu utilizzata la tagline «Ultra-mod! Ultra-mad! Ultra-mystery!».

## Critica
(Il Morandini)